# بشير حديدان
بشير حديدان مواليد 18 أغسطس 1984 في نابل، هو لاعب كرة سلة تونسي. يلعب في بطولة تونس لكرة السلة للرجال في مركز الوسط. يحمل الرقم 10. يبلغ طوله 6 قدم 7 بوصة (2.0 م). شارك في بطولة أمم أفريقيا لكرة السلة 2017. يلعب مع الاتحاد الرياضي المنستيري ويلعب أيضاً من المنتخب التونسي لكرة السلة.